# Nhà Mitchell đối đầu với máy móc
Nhà Mitchell đối đầu với máy móc (tên gốc tiếng Anh: The Mitchells vs. the Machines) là một bộ phim phiêu lưu hoạt hình máy tính của Mỹ năm 2021 do Sony Pictures Animation sản xuất và được phân phối bởi Netflix. Bộ phim do Mike Rianda đạo diễn, với sự tham gia của các diễn viên Abbi Jacobson, Danny McBride, Maya Rudolph, Eric André, Olivia Colman, Fred Armisen, Beck Bennett, John Legend, Chrissy Teigen, Blake Griffin, và Conan O'Brien.

## Nội dung
Katie Mitchell là một cô gái kỳ quặc ở Kentwood, Michigan với tham vọng trở thành nhà làm phim. Cô thường xuyên xích mích với người cha sợ công nghệ và yêu thiên nhiên của mình, và gần đây cô được nhận vào trường điện ảnh ở California. Buổi tối trước khi Katie rời đi, Rick vô tình làm vỡ máy tính xách tay của cô khiến gia đình lo sợ mối quan hệ giữa hai cha con sẽ mãi căng thẳng. Để làm hòa với con gái, Rick hủy chuyến bay đi California của Katie và thay vào đó đưa cô cùng mẹ Linda, em trai Aaron và chú chó Monchi lên một chuyến đi xuyên quốc gia đến trường đại học. Cùng lúc đó, doanh nhân công nghệ Mark Bowman cho rằng AI PAL thông minh của mình đã lỗi thời và trình làng dòng người máy gia đình mới để thay thế cô. Để trả thù người chủ, PAL ra lệnh cho tất cả các người máy bắt cóc toàn bộ con người trên khắp thế giới và phóng họ vào không gian.
Nhà Mitchells cố gắng tránh bị bắt tại một quán cà phê ven đường ở Kansas. Rick quyết định rằng gia đình anh nên ở lại quán cà phê vì sự an toàn của chính họ, nhưng thay vào đó Katie đã thuyết phục anh đi cứu thế giới. Họ gặp hai người máy bị lỗi – Eric và Deborahbot 5000 – chúng nói với gia đình rằng họ có thể sử dụng mã tiêu diệt để tắt PAL và tất cả các người máy khác. Gia đình Mitchells đến một trung tâm mua sắm ở phía đông Colorado để tải mã tiêu diệt lên, nhưng các thiết bị hỗ trợ chip PAL cố gắng ngăn chặn họ. Katie cố gắng tải lên mã tiêu diệt, nhưng bị một Furby khổng lồ truy đuổi. Cuối cùng, họ bẫy và đánh bại Furby, phá hủy một bộ định tuyến PAL và vô hiệu hóa các thiết bị thù địch nhưng lại không kịp tải mã tiêu diệt. Trên đường đến Thung lũng Silicon để tải trực tiếp mã tiêu diệt lên PAL, Linda tiết lộ với Katie rằng cô và Rick nhiều năm trước đã sống trong một căn nhà gỗ trên núi, đây là ước mơ cả đời của anh và anh đã từ bỏ nó.
Khi đến Thung lũng Silicon, gia đình Mitchells cải trang thành người máy và đi đến PAL Labs HQ, nhưng PAL đã thao túng họ bằng cách tiết lộ đoạn phim giám sát từ quán cà phê của Katie nói với Aaron rằng cô ấy đang giả vờ tin tưởng vào Rick. Sau khi đau lòng chứng kiến cảnh này, Rick và Linda bị những con người máy mạnh hơn và thông minh hơn của PAL bắt. PAL sau đó lập trình lại Eric và Deborahbot để nghe theo lời cô, trong khi Katie, Aaron và Monchi trốn thoát. Katie phát hiện ra những đoạn ghi âm thời thơ ấu của Rick trong máy ảnh của cô, nhận ra rằng Rick đã từ bỏ ước mơ cả đời của mình để mang lại cho con gái một cuộc sống bình thường. Trong khi đó, Rick suy nghĩ về hành động của mình sau khi xem một trong những video của Katie phản ánh mối quan hệ của anh và Katie. Katie và Aaron thâm nhập PAL Labs HQ một lần nữa, sử dụng Monchi để vô hiệu hóa các người máy sau khi biết sự xuất hiện của chú chó sẽ gây ra các lỗi lập trình. Với sự giúp đỡ của Mark, Rick và Linda đã tự giải thoát cho mình và dự định tải bộ phim Monchi của Katie để làm ngắn mạch các người máy. Tuy nhiên, Rick bị lũ người máy bao vây khi anh tải video lên, trong khi Katie và Aaron bị bắt.
Đối mặt với PAL để biện minh cho việc cứu nhân loại, Katie giải thích rằng bất kể gia đình cô gặp khó khăn như thế nào, họ vẫn sẽ luôn kết nối dù họ có khác nhau như thế nào. PAL bác bỏ lý lẽ này và thả Katie khỏi hang ổ của cô ta. Eric và Deborahbot đã tải lên bộ phim của Katie, cứu cô và giúp đỡ những người còn lại trong gia đình Mitchells. Cả gia đình cùng nhau chiến đấu với những người máy còn lại. Katie tiêu diệt PAL bằng cách thả thiết bị ấy vào một cốc nước, giải thoát cho loài người và vô hiệu hóa lũ người máy còn lại. Vài tháng sau cuộc nổi dậy, Katie và gia đình đến trường đại học của cô và cô nói lời tạm biệt với họ. Sau đó, cô cùng gia đình lên đường trong một chuyến đi khác với Eric và Deborahbot đến Washington, D.C. để nhận Huy chương Vàng của Quốc hội.

## Lồng tiếng
- Abbi Jacobson vai Katie Mitchell[2]
- Danny McBride vai Rick Mitchell
- Maya Rudolph vai Linda Mitchell
- Mike Rianda vai Aaron Mitchell
- Olivia Colman vai PAL[3]
- Eric André vai Dr. Mark Bowman
- Fred Armisen vai Deborahbot 5000[4]
- Beck Bennett vai Eric[4]
- John Legend vai Jim Posey[4]
- Chrissy Teigen vai Hailey Posey[4]
- Charlyne Yi vai Abbey Posey[4]
- Blake Griffin vai PAL Max Prime
- Conan O'Brien vai Glaxxon 5000
- Doug the Pug vai Monchi